# Estación de Trey
La estación de Trey es una estación ferroviaria de la comuna suiza de Trey, en el cantón de Vaud.

## Historia y situación
La estación de Trey fue inaugurada en el año 1876 con la puesta en servicio del tramo Palézieux - Murten de la conocida como línea del Broye longitudinal Palézieux - Payerne - Kerzers.
En 2018 tanto la estación de Trey como la estación de Henniez dejarán de prestar servicio al instalarse una red de autobuses por la lejanía de las estaciones respecto del centro urbano de ambas localidades.
Se encuentra ubicada a unos 2 kilómetros al noroeste del núcleo urbano de Trey. Cuenta con un andén lateral al que accede una vía pasante.
En términos ferroviarios, la estación se sitúa en la línea Palézieux - Kerzers. Sus dependencias ferroviarias colaterales son la estación de Granges-Marnand hacia Palézieux y la estación de Payerne en dirección Kerzers.

## Servicios ferroviarios
Los servicios ferroviarios de esta estación están prestados por SBB-CFF-FFS:

### RER Vaud
La estación forma parte de la red de trenes de cercanías RER Vaud, que se caracteriza por trenes de alta frecuencia que conectan las principales ciudades y comunas del cantón de Vaud, aunque debido a la lejanía de la estación, pocos servicios efectúan parada en ella. Por la estación pasa una línea de la red:
- S 21 Lausana - Puidoux-Chexbres - Palézieux - Payerne.